# SMS Oldenburg (1910)
SMS Oldenburg là một thiết giáp hạm dreadnought của Hải quân Đế quốc Đức trong Chiến tranh Thế giới thứ nhất, là chiếc cuối cùng trong lớp thiết giáp hạm Helgoland bao gồm bốn chiếc. Oldenburg được đặt lườn vào ngày 1 tháng 3 năm 1909 tại xưởng tàu Schichau ở Danzig; nó được hạ thủy vào ngày 30 tháng 6 năm 1910 và đưa ra hoạt động cùng hạm đội vào ngày 1 tháng 5 năm 1912. Con tàu được trang bị mười hai khẩu pháo 30,5 xentimét (12,0 in) trên sáu tháp pháo nòng đôi, và đạt được vận tốc tối đa 21,2 hải lý trên giờ (39,3 km/h; 24,4 mph). Oldenburg được phân về Hải đội Chiến trận 1 thuộc Hạm đội Biển khơi Đức trong hầu hết quãng đời hoạt động của nó, kể cả trong Thế Chiến I.
Cùng với ba chiếc tàu chị em cùng lớp Helgoland, Ostfriesland và Thüringen, Oldenburg tham gia mọi hoạt động hạm đội chủ yếu tại Bắc Hải trong Thế Chiến I chống lại Hạm đội Grand Anh Quốc, bao gồm Trận Jutland vào ngày 31 tháng 5-1 tháng 6 năm 1916, trận hải chiến lớn nhất của cuộc chiến tranh này. Con tàu cũng hoạt động tại biển Baltic chống lại Hải quân Nga: nó đã có mặt trong Trận chiến vịnh Riga không thành công vào tháng 8 năm 1915, cho dù nó không có hoạt động tác chiến nào.
Sau khi Đức thua trận vào tháng 11 năm 1918, hầu hết lực lượng Hải quân Đức bị chiếm giữ tại Scapa Flow vào lúc diễn ra cuộc thương lượng hòa bình. Tuy nhiên, bốn chiếc thuộc lớp Helgoland được phép ở lại Đức, nên tránh khỏi bị đánh đắm tại Scapa Flow. Cuối cùng chúng cũng được giao cho các nước Đồng Minh thắng trận như những chiến lợi phẩm. Oldenburg được giao cho Nhật Bản, vốn đã bán nó cho một hãng tháo dỡ tàu Anh vào năm 1920. Oldenburg được tháo dỡ tại Dordrecht vào năm 1921.

## Thiết kế và chế tạo
Oldenburg được Hải quân Đế chế Đức (Kaiserliche Marine) đặt hàng dưới cái tên tạm thời Ersatz Frithjof, như là chiếc thay thế cho chiếc hải phòng hạm cũ Frithjof thuộc lớp Siegfried. Hợp đồng chế tạo con tàu được trao cho xưởng tàu Schichau-Werke tại Danzig theo số hiệu chế tạo 828. Ba chiếc tàu chị em được đặt hàng vào tài khóa 1908, và do những giới hạn ngân sách Oldenburg chỉ được đặt hàng vào năm 1909. Đô đốc Alfred von Tirpitz, Bộ trưởng Hải quân, trao hợp đồng chế tạo cho Schichau trước khi ngân sách 1909 được chính thức thông qua, và hãng đóng tàu đã bắt đầu tích lũy vật liệu để chế tạo con tàu. Điều này đã gây ấn tượng rằng Đức chế tạo nhiều thiết giáp hạm hơn so với sự công bố, đưa đến sự lo ngại tại Anh Quốc. Công luận Anh đòi hỏi "Chúng ta cần tám [thiết giáp hạm mới] và chúng ta sẽ không chờ đợi," và trong vòng một năm tám thiết giáp hạm mới được đặt lườn tại Anh, một bước leo thang đáng kể trong cuộc chạy đua vũ trang hải quân. Công việc chế tạo Oldenburg được bắt đầu vào ngày 1 tháng 3 năm 1909 với việc đặt lườn, và nó được hạ thủy chỉ hơn một năm sau đó, vào ngày 30 tháng 6 năm 1910. Sau khi hạ thủy, con tàu được chuyển đến Kiel nơi công việc hoàn tất nó, bao gồm chế tạo cấu trúc thượng tầng và trang bị vũ khí, được thực hiện và kéo dài cho đến tháng 8 năm 1911. Oldenburg, được đặt tên theo công quốc Oldenburg thuộc miền Bắc nước Đức, được đưa ra phục vụ cùng Hạm đội Biển khơi Đức vào ngày 1 tháng 5 năm 1912, chỉ hơn ba năm kể từ khi công việc được bắt đầu, với chi phí 45,801 triệu Mác vàng.
Oldenburg có chiều dài chung 167,2 m (549 ft), có mạn thuyền rộng 28,5 m (94 ft) và độ sâu của mớn nước khi đầy tải là 8,94 m (29,3 ft). Trọng lượng choán nước tiêu chuẩn của nó là 22.808 tấn (22.448 tấn Anh), và lên đến 24.700 tấn (24.310 tấn Anh) khi đầy tải. Nó được vận hành bằng động cơ hơi nước ba buồng bành trướng đặt dọc công suất thiết kế 28.000 ihp (21.000 kW) để đạt được tốc độ tối đa 20,8 hải lý trên giờ (38,5 km/h; 23,9 mph). Oldenburg mang theo đến 3.200 t (3.100 tấn Anh; 3.500 tấn Mỹ) than, cho phép nó đi được 5.500 hải lý (10.200 km) ở tốc độ 10 hải lý trên giờ (19 km/h). Sau năm 1915 các nồi hơi được cải tiến để có thể đốt dầu; con tàu có thể mang thêm 197 t (194 tấn Anh; 217 tấn Mỹ) dầu đốt.
Oldenburg được trang bị dàn pháo chính bao gồm mười hai khẩu pháo 30,5 cm (12,0 in) SK L/50  trên sáu tháp pháo nòng đôi. Chúng được bố trí trên một hình lục giác khá bất thường gồm một tháp pháo đặt tại phía trước mũi và một sau đuôi tàu, và hai tháp pháo mỗi bên mạn tàu. Dàn pháo hạng hai của con tàu bao gồm mười bốn khẩu pháo pháo 15 cm (5,9 in) SK L/45 và mười sáu 8,8 cm (3,5 in) SK L/45. Sau năm 1914, hai trong số các khẩu 8,8 cm được tháo dỡ thay thế bằng hai khẩu pháo phòng không 8,8 cm. Oldenburg còn được trang bị sáu ống phóng ngư lôi chìm 50 cm (20 in).

## Lịch sử hoạt động

### Trước chiến tranh

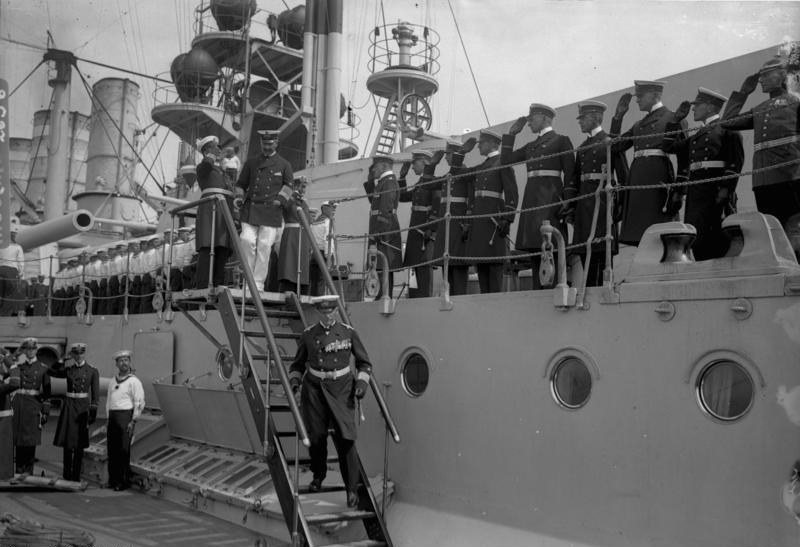
Kaiser Wilhelm II đang thị sát con tàu

Sau khi đưa ra hoạt động vào ngày 1 tháng 5 năm 1912, Oldenburg tiến hành các cuộc chạy thử máy tại vùng biển Baltic. Đến ngày 17 tháng 7, nó được điều về Hải đội Chiến trận 1 thuộc Hạm đội Biển khơi Đức cùng với các tàu chị em với nó. Sau đó nó tiến hành các đợt thực tập tàu chiến riêng lẻ, tiếp nối bằng các đợt của Hải đội Chiến trận 1, và các cuộc cơ động hạm đội trong tháng 11. Chuyến đi thực tập mùa Hè vào tháng 7-tháng 8, vốn thường đi đến vùng biển Na Uy, bị ngắt quãng bởi vụ Khủng hoảng Agadir; hậu quả là chuyến đi chỉ được thực hiện đến vùng biển Baltic nhằm giữ cho chúng ở gần nước Đức. Sau đó Oldenburg cùng với phần còn lại của hạm đội bước vào các đợt thực tập riêng lẻ, hải đội và toàn hạm đội trong hai năm tiếp theo trong hoàn cảnh của thời bình.
Ngày 14 tháng 7 năm 1914, chuyến đi mùa Hè hàng năm đến Na Uy vẫn được tiến hành cho dù sự căng thẳng quốc tế đang gia tăng sau vụ Ám sát Quận công Franz Ferdinand của Áo. Trong chuyến đi thời bình cuối cùng của Hạm đội Đế chế, hạm đội tiến hành các cuộc thực hành ngoài khơi Skagen trước khi tiến vào các vũng biển Na Uy vào ngày 25 tháng 7. Ngày hôm sau hạm đội bắt đầu quay trở về Đức, do hậu quả của Tối hậu thư tháng 7 mà Đế quốc Áo-Hung đưa ra đối với Serbia. Vào ngày 27 tháng 7, toàn hạm đội tập trung ngoài khơi mũi Skadenes trước khi quay về cảng, nơi chúng ở trong tình trạng sẵn sàng cao độ. Chiến tranh giữa Áo-Hung và Serbia nổ ra vào ngày 28 tháng 7, và chỉ trong vòng một tuần lễ, mọi cường quốc tại châu Âu đều đã tham gia cuộc xung đột. Đến ngày 29 tháng 7, Oldenburg cùng phần còn lại của Hải đội 1 đã quay trở về Wilhelmshaven.

### Mở màn Chiến tranh Thế giới thứ nhất

Vị trí của Hạm đội Biển khơi Đức vào sáng ngày 16 tháng 12, trong cuộc Bắn phá Scarborough, Hartlepool và Whitby

Oldenburg có mặt trong cuộc tiến quân lớn đầu tiên của Hạm đội Đức vào Bắc Hải, diễn ra vào ngày 2-3 tháng 11 năm 1914; không có sự đụng độ nào với lực lượng Hải quân Anh. Một hoạt động thứ hai được tiếp nối vào ngày 15-16 tháng 12. Cuộc xuất quân này là sáng kiến của Đô đốc Friedrich von Ingenohl, Tư lệnh Hạm đội Biển khơi Đức, dự định sử dụng các tàu chiến-tuần dương thuộc Đội Tuần tiễu 1 dưới quyền Chuẩn Đô đốc (Konteradmiral) Franz von Hipper bắn phá các thị trấn duyên hải của Anh để nhữ một phần Hạm đội Grand Anh Quốc, nơi chúng có thể bị Hạm đội Biển khơi tiêu diệt. Sáng sớm ngày 15 tháng 12, hạm đội rời cảng tham gia cuộc bắn phá Scarborough, Hartlepool và Whitby. Chiều tối hôm đó, hạm đội chiến trận Đức với khoảng 12 thiết giáp hạm dreadnought, bao gồm Oldenburg và ba chiếc tàu chị em, cùng tám thiết giáp hạm tiền-dreadnought, đã tiếp cận ở khoảng cách 10 nmi (19 km; 12 mi) với một hải đội biệt lập Anh bao gồm sáu thiết giáp hạm. Tuy nhiên, các cuộc đụng độ lẻ tẻ giữa hai lực lượng tàu khu trục hộ tống đối địch trong bóng đêm đã khiến Đô đốc von Ingenohl cho rằng ông đang phải đối đầu với toàn bộ Hạm đội Grand Anh Quốc. Tuân theo mệnh lệnh của Kaiser Wilhelm II tránh mạo hiểm hạm đội một cách không cần thiết, von Ingenohl tách ra khỏi trận chiến và quay mũi hạm đội chiến trận của mình trở về Đức.
Trong trận Dogger Bank diễn ra vào ngày 24 tháng 1 năm 1915, khi Hải đội Tàu chiến-tuần dương 1 của Anh dưới quyền Phó Đô đốc David Beatty cùng Hải đội Tàu chiến-tuần dương 2 đã phục kích các tàu chiến-tuần dương thuộc Đội Tuần tiễu 1 của Đức. Oldenburg và phần còn lại của Hải đội Chiến trận 1 xuất phát để tăng cường cho các tàu chiến-tuần dương Đức bị áp đảo về số lượng; chúng rời cảng lúc 12 giờ 33 phút giờ Trung Âu (CET) cùng với các thiết giáp hạm tiền-dreadnought của Hải đội 2. Tuy nhiên, chúng đã quá trễ và không phát hiện lực lượng Anh nào; đến 19 giờ 05 phút, hạm đội quay trở về Schillig Roads bên ngoài Wilhelmshaven. Cùng lúc đó, tàu tuần dương bọc thép Blücher bị áp đảo bởi hỏa lực tập trung của Anh và bị đánh chìm, trong khi tàu chiến-tuần dương Seydlitz bị hư hại nặng do một đám cháy hầm đạn. Kết quả là Kaiser Wilhelm II cách chức von Ingenohl, thay thế ông bằng Đô đốc Hugo von Pohl vào ngày 2 tháng 2.
Tám thiết giáp hạm của Hải đội Thiết giáp 1 tiến vào vịnh Baltic vào ngày 22 tháng 2 năm 1915 để huấn luyện đơn vị, vốn kéo dài cho đến ngày 13 tháng 3. Sau khi quay trở lại Bắc Hải, các con tàu tham gia một loạt các cuộc xuất quân hạm đội vào các ngày 29-30 tháng 3 năm 17-18 tháng 4, 21-22 tháng 4 năm 17-18 tháng 5 và 29-30 tháng 5 mà không gặp đụng độ nào với đối phương.

### Trận chiến vịnh Riga
Oldenburg và phần còn lại của hạm đội ở lại cảng cho đến ngày 4 tháng 8, khi Hải đội 1 quay trở lại khu vực Baltic cho một lượt huấn luyện cơ động khác. Từ đây, hải đội được điều về một lực lượng với dự định quét sạch lực lượng hải quân Nga trong vịnh Riga vào tháng 8 năm 1915. Lực lượng tấn công bao gồm tám thiết giáp hạm của Hải đội 1, các tàu chiến-tuần dương Von der Tann, Moltke và Seydlitz, nhiều tàu tuần dương hạng nhẹ, 32 tàu khu trục và 13 tàu quét mìn. Kế hoạch dự định quét sạch các bãi mìn của Nga ở các luồng ra vào vịnh nhằm loại bỏ sự hiện diện lực lượng Hải quân Nga, vốn bao gồm thiết giáp hạm tiền-dreadnought Slava. Sau đó người Đức sẽ rải bãi mìn của chính họ ngăn cản các tàu chiến Nga quay trở lại vịnh. Oldenburg và phần lớn tàu chiến chủ lực của Hạm đội Biển khơi ở lại bên ngoài vịnh trong suốt chiến dịch. Các thiết giáp hạm dreadnought Nassau và Posen được cho tách ra vào ngày 16 tháng 8 để hộ tống các tàu quét mìn và để tiêu diệt Slava, cho dù chúng thất bại không thể đánh chìm chiếc thiết giáp hạm cũ của Nga. Sau ba ngày, các bãi mìn Nga được dọn sạch, và chi hạm đội tiến vào vịnh vào ngày 19 tháng 8; nhưng những báo cáo về hoạt động của tàu ngầm Đồng Minh trong khu vực đã buộc lực lượng Đức phải rút lui khỏi vịnh vào ngày hôm sau. Đến 26 tháng 8, Hải đội Chiến trận 1 quay trở về Wilhelmshaven.
Ngày 23-24 tháng 10, Hạm đội Biển khơi xuất quân cho chiến dịch cuối cùng dưới quyền chỉ huy của Đô đốc von Pohl, cho dù nó kết thúc mà không bắt gặp lực lượng nào của Anh. Đến tháng 1 năm 1916, bệnh tình ung thư gan hành hạ ông đến mức von Pohl không thể thực hiện nghĩa vụ của mình, và ông được thay thế bởi Phó Đô đốc Reinhard Scheer. Scheer đề xuất một chính sách tấn công tích cực hơn đưa đến một cuộc đối đầu với Hạm đội Grand Anh Quốc; ông nhận được sự chuyẩn y của Kaiser trong tháng 2. Chiến dịch đầu tiên của Đô đốc Scheer là một cuộc càn quét vào Bắc Hải trong các ngày 5-7 tháng 3, tiếp nối bởi hai đợt khác vào các ngày 21-22 tháng 3 và 25-26 tháng 3. Trong hoạt động tiếp theo của Scheer, Oldenburg đã hỗ trợ cho cuộc Bắn phá Yarmouth và Lowestoft vào ngày 24 tháng 4 năm 1916 do các tàu chiến-tuần dương Đức tiến hành. Lực lượng này rời Jade Estuary lúc 10 giờ 55 phút, và phần còn lại của Hạm đội Biển khơi nối gót lúc 13 giờ 40 phút. Đang trên đường hướng đến mục tiêu, tàu chiến-tuần dương Seydlitz trúng phải một quả thủy lôi và buộc phải rút lui. Các tàu chiến-tuần dương khác tiến hành bắn phá thị trấn Lowestoft mà không bị kháng cự, nhưng lúc đang trên đường tiếp cận Yarmouth, chúng bắt gặp các tàu tuần dương Anh thuộc Lực lượng Harwich. Một cuộc đấu pháo ngắn đã diễn ra trước khi lực lượng Harwich rút lui. Tuy nhiên, các báo cáo về hoạt động của tàu ngầm Anh tại khu vực đã buộc Đội tuần tiễu 1 phải rút lui. Vào lúc này, Scheer được cảnh báo về sự xuất phát của Hạm đội Grand khỏi căn cứ của chúng tại Scapa Flow, nên ông phải rút lui về vùng biển Đức an toàn hơn.

### Trận Jutland

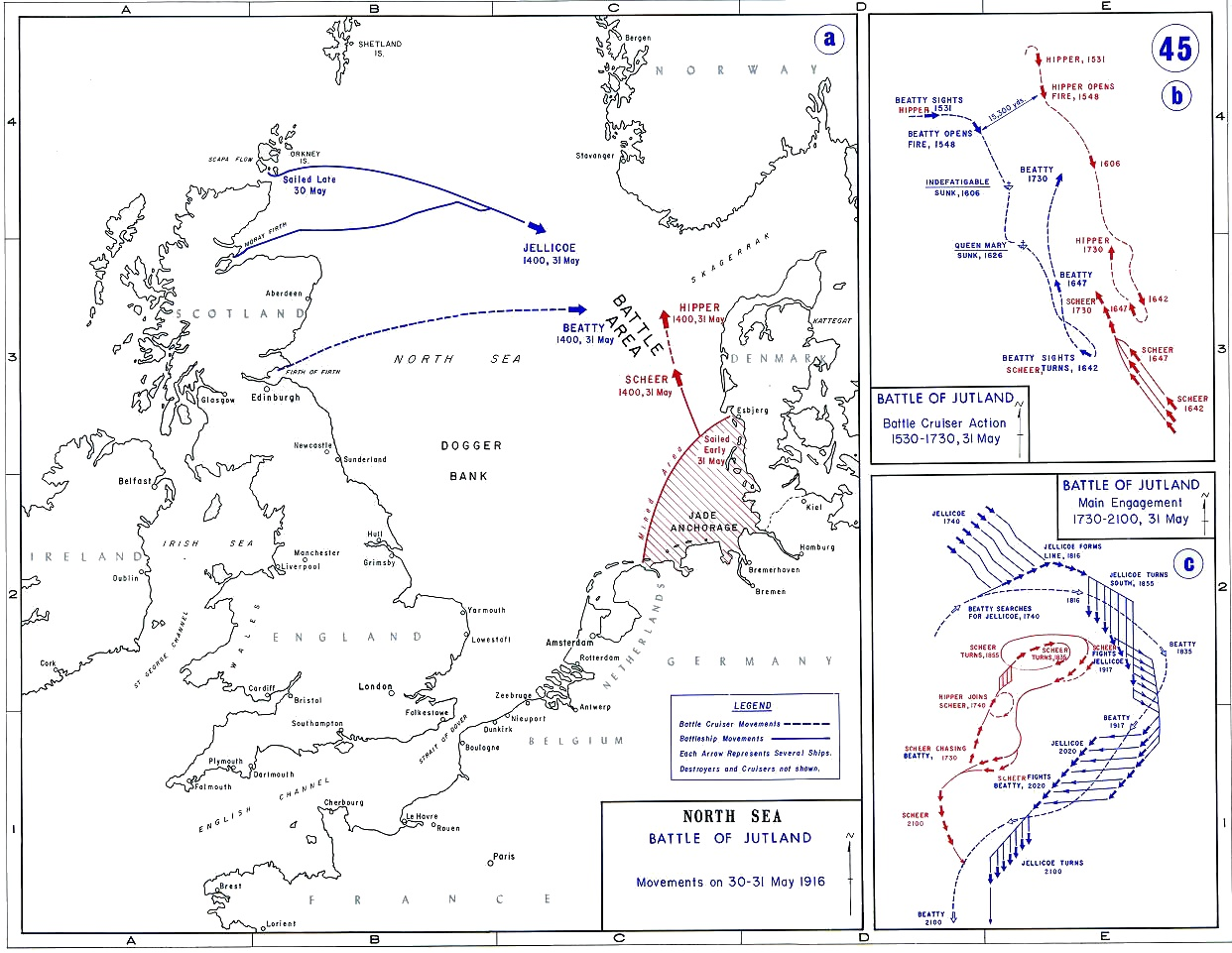
Bản đồ trình bày sự cơ động của hạm đội Anh (xanh) và Đức (đỏ) trong ngày 31 tháng 5–1 tháng 6 năm 1916.

Oldenburg đã có mặt trong hoạt động của hạm đội vốn đã đưa đến trận Jutland diễn ra vào ngày 31 tháng 5-1 tháng 6 năm 1916. Hạm đội Đức một lần nữa tìm cách thu hút và cô lập một bộ phận Hạm đội Grand để tiêu diệt chúng trước khi hạm đội chính của Anh có thể trả đũa. Trong chiến dịch, Oldenburg là chiếc thứ tư của Đội 1 thuộc Hải đội Chiến trận 1 và là chiếc thứ mười hai trong hàng, ngay phía chiếc tàu chị em Helgoland và phía trước Posen. Hải đội 1 nằm ở phần trung tâm của hàng chiến trận Đức, phía sau tám thiết giáp hạm lớp König và Kaiser thuộc Hải đội Chiến trận 3. Sáu thiết giáp hạm tiền-dreadnought cũ kỹ thuộc các đội 3 và 4 thuộc Hải đội Chiến trận 2 hình thành nên phía đuôi của đội hình.
Ngay trước 16 giờ 00, các tàu chiến-tuần dương của Đội Tuần tiễu 1 đụng độ với Hải đội Tàu chiến-tuần dương 1 của Anh dưới quyền chỉ huy của Đô đốc David Beatty. Các bên đối địch bắt đầu một cuộc đấu pháo vốn đã đưa đến việc phá hủy tàu chiến-tuần dương Indefatigable không lâu sau 17 giờ 00, rồi đến lượt Queen Mary không đầy nữa giờ sau đó. Vào lúc này, các tàu chiến-tuần dương Đức di chuyển về phía Nam thu hút các tàu chiến Anh về phía lực lượng chủ lực của Hạm đội Biển khơi. Lúc 17 giờ 30 phút, thủy thủ trên chiếc thiết giáp hạm Đức dẫn đầu König nhìn thấy cả Đội Tuần tiễu 1 (Đức) lẫn Hải đội Tàu chiến-tuần dương 1 (Anh) đang đến gần. Các tàu chiến tuần dương Đức di chuyển bên mạn phải, trong khi các đối thủ Anh bên mạn trái. Lúc 17 giờ 45 phút, Scheer ra lệnh bẻ lái 2-point sang mạn trái đưa các con tàu của ông gần hơn với các tàu chiến-tuần dương Anh, và một phút sau đó lệnh nổ súng được đưa ra.
Tuy nhiên, Oldenburg đang ở khoảng cách quá xa không thể tiếp chiến các con tàu Anh một cách hiệu quả. Ngay trước 18 giờ 30 phút, hàng chiến trận Đức cắt ngang các tàu khu trục Anh Nestor và Nomad, vốn đã bị loại khỏi vòng chiến trước đó trong quá trình trận đánh. Thüringen và Helgoland, cũng có thể có cả Oldenburg và Posen, đã nả pháo vào Nestor; con tàu bị phá hủy sau nhiều vụ nổ lớn và chìm lúc 18 giờ 35 phút, hầu hết thủy thủ đoàn của nó được các tàu phóng ngư lôi Đức cứu vớt. Sau 19 giờ 15 phút, thiết giáp hạm dreadnought Anh Warspite lọt vào tầm súng; nó là tàu chiến chủ lực đối phương đầu tiên mà Oldenburg giáp trận. Oldenburg khai hỏa các khẩu pháo chính 30,5 cm trong một lúc ngắn đang khi tuân theo mệnh lệnh của Đô đốc Scheer "đổi hướng chiến trận" (Gefechtskehrtwendung) quay đầu 180 độ để tách khỏi hạm đội Anh. Oldenburg cho rằng nó đã bắn trúng Warspite một lần, cho dù các pháo thủ gặp khó khăn trong việc nhận rõ chiếc thiết giáp hạm Anh trong làn sương mù.
Vào khoảng 23 giờ 30 phút, hạm đội Đức tái tổ chức thành đội hình di chuyển ban đêm. Oldenburg giờ đây là chiếc thứ năm trong đội hình, bố trí về phía trước hàng 24 tàu chiến. Vào khoảng 01 giờ 10 phút, hàng chiến trận Đức đụng độ với sáu tàu khu trục thuộc Chi hạm đội Khu trục 4 của Anh. Oldenburg bắn nhiều phát vào các tàu khu trục ở tầm gần, bao gồm các chiếc Fortune và Porpoise. Fortune đã bắn trúng Oldenburg một phát đạn pháo 4 inch. Quả đạn pháo bắn trúng đèn pha tìm kiếm phía trước bên trên cầu tàu, tung một cơn mưa mảnh đạn và gây ra thương vong đáng kể. Sĩ quan chỉ huy hỏa lực pháo 8,8 cm thiệt mạng cùng với ba sĩ quan khác trên cầu tàu, trong đó có Thuyền phó, Trung tá Hải quân Rabius. Người lái tàu bất tỉnh, và vị chỉ huy tàu, Đại tá Hải quân Höpfner, bị thương. Oldenburg tạm thời di chuyển mà không được điều khiển, có nguy cơ húc phải Posen và Helgoland. Tuy nhiên, bất kể đang bị thương, Höpfner tìm cách đi đến được bánh lái và kiểm soát được con tàu, tránh được tai nạn va chạm. Sau đó Oldenburg cùng nhiều thiết giáp hạm khác nả pháo xuống Ardent, biến chiếc tàu khu trục thành một xác tàu cháy rực. Trong bóng đêm, Fortune cùng Ardent bị đánh chìm và bốn chiếc còn lại bị phân tán.
Bất chấp sự ác liệt của trận chiến đêm, Hạm đội Biển khơi băng qua được đội hình tàu khu trục Anh và đến được Horns Reef lúc 4 giờ 00 ngày 1 tháng 6. Vài giờ sau đó, hạm đội về đến Jade; Thüringen, Helgoland, Nassau, và Westfalen chiếm lấy các vị trí phòng ngự ở vòng ngoài của vũng tàu trong khi bốn thiết giáp hạm của Hải đội 3 không bị hư hại là Kaiser, Kaiserin, Prinzregent Luitpold|Prinzregent Luitpold và Kronprinz thả neo ngay phía ngoài các lối ra vào Wilhelmshaven. Oldenburg cùng bảy chiếc thiết giáp hạm dreadnought còn lại đi vào cảng, nơi những chiếc còn trong tình trạng chiến đấu được tiếp đạn và tiếp nhiên liệu. Trong quá trình trận chiến, Oldenburg đã bắn 53 phát đạn pháo 30,5 cm, 88 quả đạn 15 cm và 30 quả đạn 8,8 cm. Phát đạn pháo bắn trúng từ Fortune là hư hại duy nhất do đối phương gây ra, cho dù còn có hư hại do một phát bắn tịt ngòi tại tháp pháo 15 cm số 4 bên mạn trái. Tổng cộng thương vong của thủy thủ đoàn Oldenburg là tám người thiệt mạng và 14 người khác bị thương.

### Các hoạt động tiếp theo
Sau trận Jutland, Oldenburg được phân nhiệm vụ canh phòng German Bight; những hư hại trong chiến đấu được nhanh chóng sửa chữa tại Wilhelmshaven từ ngày 30 tháng 6 đến ngày 15 tháng 7. Ngày 18 tháng 8, Đô đốc Scheer dự định lặp lại hoạt động như vào ngày 31 tháng 5; hai chiếc tàu chiến-tuần dương còn hoạt động được của Đức Moltke và Von der Tann, được hỗ trợ bởi ba thiết giáp hạm dreadnought, sẽ bắn phá thị trấn ven biển Sunderland nhằm lôi kéo và tiêu diệt các tàu chiến-tuần dương của Beatty. Phần còn lại của hạm đội, bao gồm Oldenburg, sẽ theo sau bảo vệ. Khi tiếp cận bờ biển Anh, Scheer quay mũi lên hướng Bắc sau khi có báo động nhầm từ một khí cầu zeppelin về một đơn vị Anh tại khu vực. Kết quả là cuộc bắn phá đã không được thực hiện, và đến 14 giờ 35 phút, Scheer được cảnh báo về sự xuất hiện của Hạm đội Grand nên đã quay mũi lực lượng của mình rút lui trở về các cảng Đức.
Trong các ngày 25-26 tháng 9, Oldenburg và phần còn lại của Hải đội 1 hỗ trợ cho một cuộc xuất quân đến Terschelling do lực lượng Soái hạm Tàu phóng lôi II (Führer der Torpedoboote) tiến hành. Scheer tiến hành một hoạt động hạm đội khác vào ngày 18-20 tháng 10 trên hướng Dogger Bank, nhưng một lần nữa không tìm thấy đối phương. Trong hầu hết thời gian của năm 1917, Oldenburg được giao nhiệm vụ canh gác tại German Bight. Trong Chiến dịch Albion, cuộc tấn công đổ bộ lên các đảo do Nga chiếm đóng trong vịnh Riga, Oldenburg cùng ba chiếc tàu chị em di chuyển đến các eo biển Đan Mạch để ngăn ngừa mọi ý định muốn can thiệp của Anh. Vào ngày 28 tháng 10, bốn chiếc tàu chiến đã đi đến Putzig Wiek, rồi từ đây đi đến Arensburg vào ngày 29 tháng 10. Đến ngày 2 tháng 11, chiến dịch hoàn tất, và Oldenburg và các tàu chị em lên đường quay trở lại Bắc Hải. Một cuộc xuất quân cuối cùng của hạm đội bị hủy bỏ diễn ra vào ngày 23-24 tháng 4 năm 1918; khi Scheer dự định đánh chặn một đoàn tàu vận tải Anh đi đến Na Uy và tiêu diệt các thiết giáp hạm theo hộ tống. Trong quá trình chiến dịch, tàu chiến-tuần dương Moltke bị trục trặc kỹ thuật và phải được kéo trở về cảng. Oldenburg đã kéo con tàu bạn, và phần chủ lực của hạm đội đã quay trở về Đức trong khi Hipper tìm kiếm một cách vô vọng đoàn tàu vận tải. Sai lầm của tình báo Đức đã nhầm lẫn lịch trình của đoàn tàu vận tải đối phương, và sau nhiều giờ tìm kiếm không có kết quả, Hipper cũng phải quay trở về. Đến 18 giờ 37 phút, hạm đội về đến Jade, và Moltke đã có thể đi vào cảng bằng chính động lực của nó sau khi được sửa chữa tạm.
Oldenburg và ba con tàu chị em được dự định để tham gia hoạt động cuối cùng của hạm đội vào cuối tháng 10 năm 1918, nhiều ngày trước khi Hiệp định Đình chiến với Đức có hiệu lực. Phần lớn Hạm đội Biển khơi sẽ xuất phát từ căn cứ của chúng ở Wilhelmshaven để đối đầu với Hạm đội Grand của Anh; Reinhard Scheer, lúc này là Đại Đô đốc (Großadmiral) của Hạm đội, dự định gây tổn thất cho Hải quân Anh càng nhiều càng tốt nhằm duy trì một vị thế mặc cả tốt cho việc thương lượng hòa bình của Đức bất chấp tổn thất có thể phải chịu đựng. Tuy nhiên, nhiều người trong số những thủy thủ đã mệt mỏi vì chiến tranh cảm thấy chiến dịch này sẽ ngăn trở tiến trình hòa bình và kéo dài thời hạn chiến tranh. Sáng ngày 29 tháng 10 năm 1918, mệnh lệnh được đưa ra để chuẩn bị khởi hành từ Wilhelmshaven vào ngày hôm sau. Bắt đầu từ đêm 29 tháng 10, thủy thủ trên chiếc Thüringen, và sau đó trên nhiều thiết giáp hạm khác, làm binh biến. Sự bất ổn cuối cùng đã buộc Hipper và Scheer phải hủy bỏ chiến dịch. Được thông báo về tình hình, Kaiser phát biểu "Tôi không còn có một lực lượng Hải quân nữa".

### Số phận
Sau khi Đức đầu hàng vào tháng 11 năm 1918, hầu hết tàu chiến hiện đại của Hạm đội Biển khơi, dưới quyền chỉ huy của Chuẩn Đô đốc Ludwig von Reuter, bị lưu giữ tại căn cứ hải quân của Anh ở Scapa Flow. Oldenburg và phần còn lại của Hải đội 1 được phép ở lại Đức trong khi việc thương lượng hòa bình đang diễn ra. Sáng ngày 21 tháng 6 năm 1919, hạm đội Anh rời Scapa Flow tiến hành cơ động huấn luyện, và lợi dụng sự vắng mặt đó Reuter ra lệnh cho thủy thủ đoàn đánh đắm mười thiết giáp hạm và năm tàu chiến-tuần dương đang bị chiếm giữ tại Scapa Flow. Số phận của tám thiết giáp hạm Đức còn lại được định đoạt bởi Hiệp ước Versailles: chúng được giải giới và chuyển giao cho các cường quốc Đồng Minh thắng trận như sự thay thế cho các con tàu đã bị đánh đắm tại Scapa Flow.
Oldenburg được rút khỏi Đăng bạ Hải quân vào ngày 5 tháng 11 năm 1919 và được cho ngừng hoạt động. Nó được chuyển cho Nhật Bản vào ngày 13 tháng 5 năm 1920. Hải quân Nhật không có nhu cầu về con tàu nên đã bán nó cho một hãng tháo dỡ Anh vào tháng 6 năm 1920; nó được tháo dỡ trong năm tiếp theo tại Dordrecht.